# NGC 2647
NGC 2647 (również PGC 24463) – zwarta galaktyka (C), znajdująca się w gwiazdozbiorze Raka. Odkrył ją Albert Marth 30 października 1864 roku.